# Vuelo 3932 de Aeroflot
El vuelo 3932 de Aeroflot fue un vuelo nacional soviético operado por Aeroflot desde el aeropuerto de Koltsovo al aeropuerto de Omsk Tsentralny. El 30 de septiembre de 1973, el Tupolev Tu-104 que operaba la ruta se estrelló poco después del despegue de Sverdlovsk, matando a los 108 pasajeros y tripulantes a bordo.

## Aeronave
El avión involucrado en el accidente era un Tupolev Tu-104B con dos motores Mikulin AM-3M-500, registrado como СССР-42506, originalmente a la división de Uzbekistán de la aerolínea estatal, Aeroflot. Al momento del accidente, la aeronave sostenida tenía 20.582 horas de vuelo y 9412 ciclos de presurización. El avión tenía 100 asientos para pasajeros, por lo que estaba a plena capacidad cuando se estrelló.

## Tripulación
Ocho miembros de la tripulación estaban a bordo del vuelo 3932. La tripulación de la cabina consistía en:
- Capitán Borís Stepánovich Putintsev
- Copiloto Vladímir Andréyevich Shirokov
- Navegante Piotr Gavrílivich Kanin
- Ingeniero de vuelo Iván Yakovlevich Raponov

Los asistentes de vuelo Galina Mijáilovna Fiódorova, Olga Stepánovna Tatarova y Nikolái Nikoláyevich Nesterenko estaban en el vuelo. NA Slepujin era el oficial de policía que acompañaba el vuelo.

## Accidente
Se informó que las condiciones meteorológicas en Sverdlovsk eran suaves; la visibilidad era de más de 6 kilómetros y vientos ligeros del noroeste.
El vuelo 3932 estaba en la ruta Sverdlovsk-Knevichi con escalas en los aeropuertos de Omsk, Tolmachevo, Kadala y Jabárovsk. El vuelo se estrelló poco después del despegue en la parte de Koltsovo-Omsk de la ruta.
El vuelo despegó del aeropuerto de Koltsovo a las 18:33 hora de Moscú y a las 18:34:21 se dirigió con un rumbo de 256 ° para la ruta a Omsk. Como procedimiento de rutina, el control de tráfico aéreo instruyó a la tripulación para que girara a la izquierda y ascendiera a una altitud de 1500 metros después del despegue; la tripulación respondió que informarían cuando alcanzaran la altitud.
A las 18:35:25 hora de Moscú, 5-6 segundos después de poner los motores a la potencia estándar, con una altitud de 350 a 400 metros y una velocidad de 480 km / h, la tripulación comenzó el giro a la izquierda mientras estaba en las nubes, con un ángulo de inclinación lateral entre 35-40 °. A las 20:37 hora local (18:37 hora de Moscú), cuando el vuelo estaba a una altitud de 1200 metros, el ángulo de inclinación lateral alcanzó los 75-80 °, tras lo cual la tripulación perdió por completo el control de la aeronave. El avión se estrelló contra un bosque cercano a una velocidad de 270 km/h.

## Investigación
La aeronave se estrelló por indicaciones incorrectas del horizonte artificial principal y el sistema de brújula, provocado por una falla en el suministro eléctrico, lo que provocó la desorientación espacial de los pilotos. El avión se estrelló aproximadamente a cinco millas del aeropuerto de Koltsovo.